# 루나르 마우르 시귀리온손
루나르 마우르 시귀리온손(아이슬란드어: Rúnar Már Sigurjónsson, 풀 네임:Rúnar Már Sigurlaugarson Sigurjónsson, 1990년 6월 18일 ~ )은 CFR 클루지에서 미드필더로 활약하고 있는 아이슬란드의 축구 선수이다.

## 국가대표 경력
2012년 10월, 루나르는 스위스와의 2014년 FIFA 월드컵 예선 경기에서 아이슬란드 축구 국가대표팀 일원으로 데뷔전을 치렀다. 한달 뒤 그는 안도라와의 친선 경기에서 첫 골을 터뜨렸다.